# Toshio Ogawa
Toshio Ogawa (小川 敏夫, Ogawa Toshio), né le 18 mars 1948 à Nerima, est un homme politique japonais du Parti démocrate du Japon. Il est ministre de la Justice de janvier à juin 2012 dans le gouvernement de Yoshihiko Noda.

## Carrière
En 1996, il se présenta à une élection pour la Chambre basse avec l'assistance du Parti démocrate du Japon mais ne fut pas choisi. En 1998, il se présenta aux élections pour la Chambre haute, et fut élu. En 2004, il se fit élire une seconde fois à une élection pour la Chambre haute.